# 枸櫞
枸櫞（学名： Citrus medica），又称香櫞、香水檸檬、枸橼子、香泡，是芸香科柑橘屬的一种植物；和檸檬的外觀上相似。枸櫞是猶太人慶祝住棚節必備的植物之一。
枸櫞和苦橙雜交的後代就是現今各種的檸檬。

## 异名
- Citrus sarcodactylis
- Citrus alata
- Citrus tuberosa
- Citrus cedra
- Citrus odorata
- Citrus fragrans
- Citrus cedrata
- Citreum vulgare
- Aurantium medicum
- Sarcodactilis helicteroides

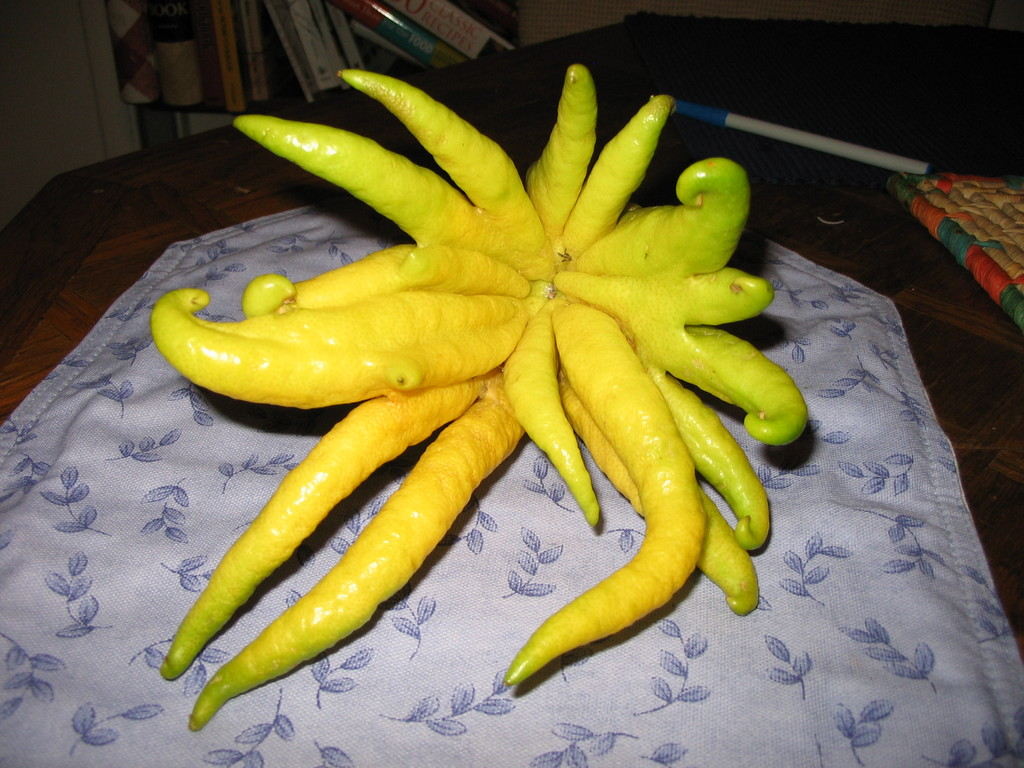
香櫞的變種——佛手柑

- Citrus medica f. monstrosa
- Citrus × aurantium var. amilbed
- Citrus medica var. proper
- Citrus × limon var. digitata
- Citrus medica var. digitata
- Citrus medica var. alata
- Citrus medica var. ethrog
- Citrus × aurantium var. chakotra
- Citrus × aurantium subvar. chakotra

## 形态特征
常綠灌木或小喬木；有短而坚硬的刺；长圆形或倒卵状长圆形的叶子，边缘有锯齿，没有叶翼；一年多次开花，花大带紫色，花柱常宿存；卵形或长圆形果实，先端有乳状突起，皮粗厚而有芳香，成熟时为柠檬黄色，不容易剥离；初冬果实成熟；瓤囊细小，约10瓣，黄白色果肉，汁液不多，味道苦。

## 外部連結
- 枸櫞 Juyuan （页面存档备份，存于） 藥用植物圖像數據庫 (香港浸會大學中醫藥學院) （繁體中文）（英文）
- 香圓 Xiangyuan （页面存档备份，存于） 藥用植物圖像數據庫 (香港浸會大學中醫藥學院) （繁體中文）（英文）
- 香櫞 中藥材圖像數據庫  (香港浸會大學中醫藥學院) （中文）（英文）
- 香櫞 Xiang Yuan （页面存档备份，存于） 中藥標本數據庫 (香港浸會大學中醫藥學院) （繁體中文）（英文）
- 枸櫞 （页面存档备份，存于） 認識植物 (認識植物e指通) （繁體中文）
- 香水檸檬 農業試驗所果樹種原標本數位化 (中華民國農試所) （繁體中文）
- 香水檸檬 （页面存档备份，存于） 農業知識入口網 (中華民國農委會) （繁體中文）
- . 中国植物物种. 昆明: 中科院昆明植物研究所.   [2013-01-17]. （原始内容存档于2016-03-05）.（简体中文）